# Trioza caesaris
Trioza caesaris är en insektsart som beskrevs av Burckhardt och Lauterer 2002. Trioza caesaris ingår i släktet Trioza och familjen spetsbladloppor. Inga underarter finns listade i Catalogue of Life.